# Chiesa di Santa Maria degli Angeli (L'Aquila)
La chiesa di Santa Maria degli Angeli è un edificio religioso dell'Aquila sito appena fuori dalla cinta muraria, in corrispondenza di Porta di Bagno.

## Storia
L'edificazione di Santa Maria degli Angeli si fa risalire all'inizio del XVI secolo. Si tratta di una chiesa minore nel panorama dell'architettura religiosa aquilana, non parrocchiale, eretta come cappella per la Madonna degli Angeli appena fuori dalle mura dell'Aquila. Ai canoni stilistici seicenteschi della facciata originaria, si contrappongono quelli settecenteschi dell'interno che evidenziano un possibile intervento in seguito al terremoto del 1703.
La chiesa assunse rilevanza artistica soprattutto nel 1932, quando — in seguito alla scelta di demolire il monastero di Sant'Agnese e la chiesa di Santa Maria del Guasto per permettere la costruzione dell'ospedale San Salvatore — si decise di traslarvi la facciata in stile romanico di Santa Maria del Guasto, avendo i due edifici dimensioni similari.
L'edificio è stato danneggiato a causa del sisma del 2009 ed è rimasto abbandonato insieme al piazzale.

## Descrizione
Santa Maria degli Angeli è collocata fuori dalla cinta muraria in corrispondenza dell'accesso alla Porta di Bagno e non distante dalla più recente Porta Napoli. È posta lungo l'omonima via, raggiungibile con un viale alberato dalla strada statale 17.
Si tratta di una chiesa minore, il cui prospetto originario presentava una semplicissima facciata intonacata con portale e timpano. La facciata attuale vi fu infatti traslata, nel 1932, dalla chiesa di Santa Maria del Guasto, demolita per la costruzione dell'ospedale San Salvatore: il fronte, riconducibile allo stile della scuola aquilana canonizzato sul finire del XIII secolo, si presenta quindi di forma quadrata e terminazione orizzontale, con portale, cornice marcapiano e rosone posto in asse.
La datazione della facciata è comunque complessa. Il pregevole portale è in stile romanico, si rifà a quello della chiesa di Sant'Antonio fuori le mura e presenta un architrave riccamente decorato con al centro l'Agnus Dei: dunque è certamente originario e riconducibile alla prima edificazione della chiesa vastese. Il grande rosone — collegabile a quello di San Silvestro o a quello destro di Santa Maria di Collemaggio — appare invece sproporzionato rispetto alle dimensioni modeste del fronte, lasciando quindi presupporre che sia stato spostato a Santa Maria del Guasto da un altro edificio ben più grande. Infine l'apparato lapideo è da ricondursi addirittura al 1422-1428, frutto di una ricostruzione della chiesa con il riuso degli elementi stilistici sopra menzionati.
L'interno presenta un semplice vano rettangolare con stucchi in stile barocco e terminante con un'abside rettangolare, che costituisce l'originaria cappella della Madonna degli Angeli.

### Annotazioni
1. ↑  La chiesa è nota con il titolo completo di Santa Maria degli Angeli a Porta di Bagno o, erroneamente, con quello di Santa Maria del Guasto; quest'ultima denominazione si riferisce all'omonima chiesa demolita nel 1934 la cui facciata venne traslata, qualche anno prima, sul prospetto di Santa Maria degli Angeli.

### Fonti
1. 1 2 3 4  Orlando Antonini, p. 274.
2. ↑  Orlando Antonini, p. 275.
3. 1 2  Orlando Antonini, p. 272.
4. ↑  Orlando Antonini, p. 273.